# Penicillinase

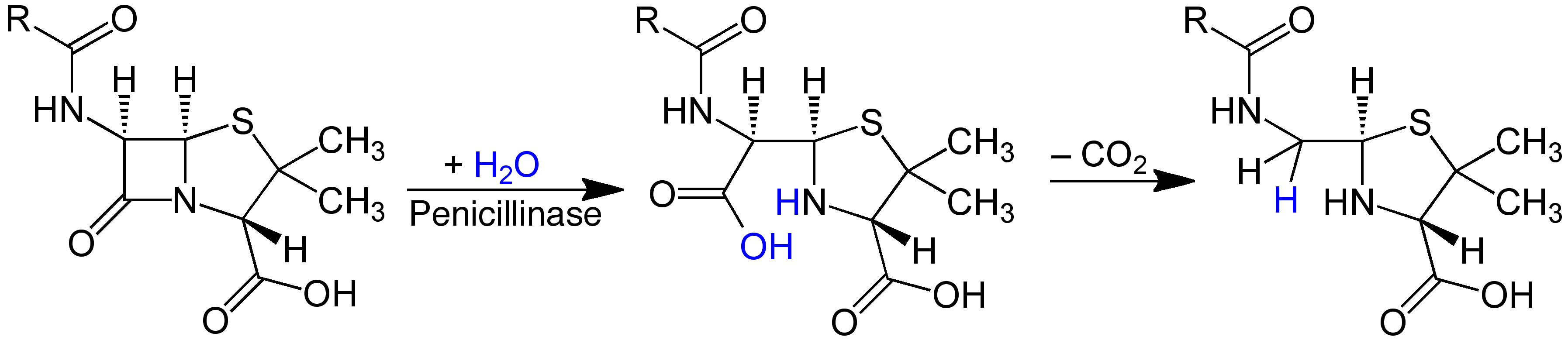
Penicillase spaltet das Vierring-Lactam (β-Lactamring) eines Penicillins hydrolytisch. Die entstehende Carbonsäure decarboxyliert anschließend spontan.

Penicillinase ist ein von verschiedenen Bakterien produziertes Enzym, welches in der Lage ist, eines oder mehrere Penicillin-Antibiotika „unschädlich“ zu machen. Die Penicillinase spaltet dabei den β-Lactam-Ring der Penicilline hydrolytisch, womit die antibiotische Wirksamkeit des Arzneistoffes verloren geht. Es gibt halbsynthetische Penicilline mit einer chemisch modifizierten Seitenkette (verschiedene Reste R, siehe Abbildung), die gegen manche Penicillinasen resistent sind.
β-Lactam-spaltende Enzyme (β-Lactamasen) kommen in zahlreichen, auch nicht pathogenen Bakterien vor.
Der Begriff Penicillinasen wird veraltet, aber noch häufig als Sammelbezeichnung für β-Lactamasen benutzt, die Penicilline und Cephalosporine hydrolytisch spalten können.